# Arturo Lang-Lenton
Arturo Lang-Lenton de León (Las Palmas de Gran Canaria, España; 28 de enero de 1949) es un exnadador y dirigente deportivo hispano-británico, que compitió por España. Fue campeón y plusmarquista español en la especialidad de mariposa, dos veces olímpico y ganador de cuatro medallas en los Juegos Mediterráneos. Tras su retirada presidió el CN Metropole durante doce años. Hermano del también olímpico Miguel Lang-Lenton

## Biografía

### Vida personal
De ascendencia británica por vía paterna, Arturo Lang-Lenton no obtuvo la nacionalidad española hasta los 16 años. Él es el mayor de una saga de hermanos que se dedicaron a la natación, entre los que se encuentran los internacionales Miguel Lang-Lenton, olímpico en 1976, y Jorge Lang-Lenton, presidente de la Federación Española de Salvamento y Socorrismo, amén de Rosario Lang-Lenton, juez árbitro internacional de salto. 
Profesionalmente ha desarrollado su carrera en el mundo de la publicidad.

### Trayectoria deportiva
Desarrolló su carrera en el Club Natación Metropole, con el que empezó a competir como federado a los diez años. Fue el gran dominador del estilo mariposa en España desde mitad de los años 1960 y hasta finales de los años 1970. Campeón de España en categoría absoluta en 39 ocasiones (21 de verano), estableció 46 récords nacionales (27 en piscina larga) y fue el primer nadador español en bajar del minuto en los 100 m mariposa (1968).
Participó en dos ediciones de los Juegos Olímpicos. En México 1968 alcanzó las semifinales de los 100 m mariposa y fue octavo con el equipo de relevos 4 × 100 m estilos, uno de los principales éxitos de la natación española hasta ese momento. En Múnich 1972, sin embargo, no pudo pasar de las eliminatorias en ambas pruebas.
Lang-Lenton logró sus mayores triunfos internacionales en los Juegos Mediterráneos. En Túnez 1967 fue bronce en los 100 m mariposa, alcanzando el oro cuatro años más tarde en Esmirna 1971. En esa misma edición sumó un segundo oro (4 × 100 m estilos) y una plata (200 m mariposa).
Participó también el Campeonato Mundial de Cali 1973 y en los Campeonatos Europeos de Barcelona 1970 y Viena 1974. Se retiró tras esta competición, siendo vigente campeón y plusmarquista español.

### Como dirigente deportivo
Tras dejar las piscinas entró en la junta directiva del Club Natación Metropole, donde ocupó distintas responsabilidades hasta la alcanzar la presidencia. Estuvo al frente del club desde 1986 hasta 1998, cuando se desvinculó del mundo de la natación.

## Premios y reconocimientos
- Placa de honor de la Real Federación Española de Natación (1971)[6]
- Medalla de oro de servicios distinguidos de la Real Federación Española de Natación (1971)[7]